# Feliciano Nunes Pires
Feliciano Nunes Pires (Desterro, 29 de dezembro de 1785 — Rio de Janeiro, 12 de setembro de 1840) foi um advogado provisionado, professor de primeiras letras e político brasileiro.

## Vida
Filho de Antônio Nunes Ramos e Maria Joaquina Pires, nasceu no bairro Trindade, na época denominado Trás-do-Morro. Casou-se com Dona Rita de Cássia Jacques de Oeiras Pires, também natural da Freguesia da Santíssima Trindade. Pai de Anfilóquio Nunes Pires, avô de Horácio Nunes Pires (autor da letra do Hino do estado de Santa Catarina).

## Carreira
Foi inspetor de alfândega no Rio de Janeiro, depois presidente da província de Santa Catarina, nomeado por carta imperial de 5 de maio de 1831, de 6 de agosto de 1831 a 4 de novembro de 1835. Durante sua presidência foram efetuadas as primeiras investigações oficiais sobre o carvão mineral na região sul da província. Ainda, como presidente, criou através da Lei provincial nº 12, de 5 de maio de 1835, a “Força Policial”, que deu origem à atual Polícia Militar de Santa Catarina, sendo atualmente patrono desta instituição.
Com a mudança ministerial de 14 de outubro de 1835, foi substituído na presidência por José Mariano de Albuquerque Cavalcanti.
Transferido para o Rio Grande do Sul, foi professor de latim em Rio Grande, "de apreciável e sólida cultura e que reais serviços prestou ao Rio Grande do Sul".
Foi deputado provincial. Presidiu a província do Rio Grande do Sul, nomeado por carta imperial de 16 de maio de 1837, de 6 de junho a 3 de outubro de 1837.
Primeira lista dos vice-presidentes escolhidos pela Assembleia Legislativa Provincial de Santa Catarina, em 1 de abril de 1835, de acordo com a lei nº 40, de 3 de outubro de 1834, complementando o Ato Adicional:
| Ordem | Vice-Presidente                  |
| 1     | Manuel Paranhos da Silva Veloso  |
| 2     | Miguel de Sousa Melo e Alvim     |
| 3     | Francisco Luís do Livramento     |
| 4     | José da Silva Mafra              |
| 5     | Antônio Joaquim de Siqueira      |
| 6     | João Prestes Barreto da Fontoura |

Em correspondência ao regente Diogo Antônio Feijó, em 3 de abril de 1835, dizia o presidente Feliciano Nunes Pires:

Passo às mãos de Vossa Excelência para ser presente à Regência em Nome do Imperador a lista junta dos seis Cidadãos que forão nomeados pela Assembleia Legislativa Provincial, para servirem de Vice-Presidente da Província. Todos são Membros da mesma Assembleia, e me parecem dignos do lugar para que forão nomeados. o 1º he Bacharel em Direito, Deputado à Assembleia Geral, pela Província de São Pedro, e Juiz de Direito da Villa do Rio Grande; o 2º he Chefe de Esquadra reformado, e aqui estabelecido; o 3º filho da Província, he negociante, e Proprietário nella; o 4º tambem filho da Província, he Tenente-Coronel reformado; o 5º he Bacharel em Direito, e actual Juiz de Direito em hum das Comarcas da Província; o 6º he Escrivão apozentado da extincta Junta da Fazenda.
É patrono da cadeira 9 da Academia Catarinense de Letras.

## Guerra dos Farrapos
Após a eclosão da Guerra dos Farrapos, em 20 de setembro de 1835, Feliciano Nunes Pires recebeu correspondências do revoltoso gaúcho Marciano José Pereira Ribeiro, empossado na presidência pela câmara municipal de Porto Alegre, e do governista deposto Antônio Rodrigues Fernandes Braga, que estabeleceu a sede administrativa em Rio Grande. Solicitavam ambos apoio militar à vizinha província de Santa Catarina.

## Representações na cultura
- Uma das ruas do centro de Florianópolis, próxima ao quartel do Comando Geral da Polícia Militar, leva seu nome.
- A Lei nº 6.463, de 23 de novembro de 1984,  instituiu a Medalha de Mérito Intelectual “Feliciano Nunes Pires”, para ser outorgada ao primeiro colocado no Curso de Formação de Sargentos da corporação.
- Seu nome foi dado também ao Colégio da Polícia Militar, homenagem apropriada por ter criado a corporação, pela feliz coincidência de ter nascido no atual bairro da Trindade, e, sobretudo, pela sua permanente dedicação ao estudo e ao ensino.[7]